# Chlorophytum inornatum
Chlorophytum inornatum là một loài thực vật có hoa trong họ Măng tây. Loài này được Ker Gawl. mô tả khoa học đầu tiên năm 1807.